# 穷竭法
穷竭法 (英語：Method of exhaustion)，有时被误译为“穷举法”，是一种求图形面积的方法，其通过构造一个内接多边形序列，使这些多边形的面积收敛到所求图形面积。如果这个多边形序列构造得当，那么其第n项的面积与所求图形面积之差在n足够大时便可以小于任意给定正数。因为这个面积差可以任意小，是故该图形面积的可能值便系统性的被该多边形序列中的成员的面积所给出的一系列下界“穷竭”掉了。
穷竭法在应用时一般须诉诸归谬法，后者是反证法的一种形式。具体来说就是，为了求某图形面积，而将其与第二个图形（该图形可以作“穷竭”式的变形，而使其面积任意接近所求面积）来作比较。证明过程牵涉到先假定所求面积大于第二图形的面积，并证明其伪，接下来假定所求面积小于第二图形的面积，并将其也证伪。

## 历史

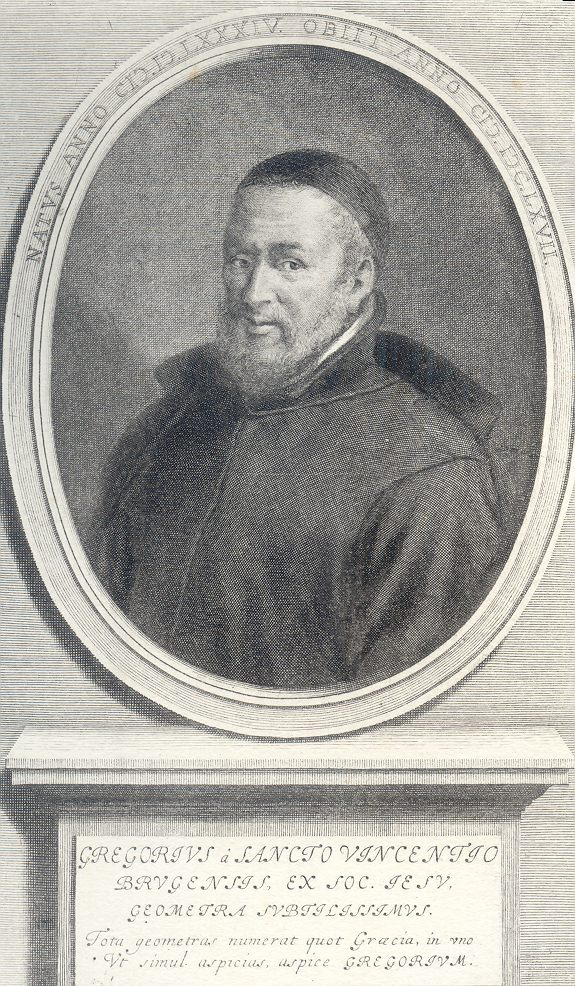
Grégoire de Saint-Vincent

此法思想始自公元前5世纪的安提丰，虽然不很清楚他对此法理解到什么程度。数十年后，这个理论由欧多克索斯加以严格化，用以计算面积和体积。此法于公元3世纪被中国的刘徽重新发明，用以计算圆面积。“穷竭法”这个名称是由Grégoire de Saint-Vincent于1647年在其著作《求圆与圆锥曲线的面积》(Opus geometricum quadraturae circuli et sectionum coni)中首次使用。
穷竭法被看作微积分方法的先导。解析几何与积分学在17世纪至19世纪的发展涵盖了穷竭法，所以此法不再被显式的运用。另一个重要的发展是Cavalieri原理，亦称作“不可分量法”，再进一步便引至Roberval, 托里拆利, Wallis, 莱布尼茨等人的无穷小量演算(infinitesimal calculus)，即标准微积分学的前身。

### 欧几里得
欧几里得在其所著《几何原本》第12卷中，用穷竭法证明了以下六个命题。
命题2
圆面积与其直径的平方成正比。
命题5
两个等高的四面体的体积比等于其底面三角形的面积比。
命题10
圆锥体的体积等于同底等高的圆柱体体积的三分之一。
命题11
等高的圆椎体（或圆柱体）的体积正比于底面面积。
命题12
相似的圆锥体（或圆柱体）的体积正比于其底面直径的立方。
命题18
球体积正比于其直径的立方。

### 阿基米德

阿基米德用穷竭法计算圆面积

阿基米德使用穷竭法来计算圆周所围住的面积，具体说来就是用一个面积越来越大，边数越来越多的多边形来填充这个圆。当多边形的边数越来越多时，其面积与圆半径的平方之商可以任意接近π，由此证明半径为r的圆周所围面积为πr2，其中π定义为圆的周径之比(C/d)或圆面积与半径平方之比(A/r²).
他还通过比较圆内接和外切正96边形的周长而给出上下界估计 3 + 10/71 < π < 3 + 10/70 (此区间之宽度为 1/497).
他用穷竭法获得的其它结果包括:
- 一条直线与一条抛物线相交，所围出的面积等于同底同高的三角形面积的4/3倍；
- 椭圆面积与以其长轴和短轴为边长的矩形的面积成正比；
- 球体体积等于以该球半径为底面半径和高的圆锥体积的4倍；
- 一个圆柱，若其高等于其底面直径，则其体积为同样直径的球体体积的3/2倍；
- 等速螺线的第一周所扫过的面积等于以第一周终点与起点之间距离为半径的圆的面积的1/3;
- （首次）求出了一个几何级数的和。